# Mellan väggarna
Mellan väggarna (originaltitel: Entre les murs) är en fransk dramafilm från 2008 i regi av Laurent Cantet.
Filmen tilldelades Guldpalmen vid filmfestivalen i Cannes 2008.

## Rollista i urval
- François Bégaudeau – François Marin, läraren
- Jean-Michel Simonet – rektorn
- Burak Ozyilmaz – Burak
- Boubacar Touré – Boubacar
- Carl Nanor – Carl
- Louise Grinberg – Louise
- Esmeralda Ouertani – Esmeralda
- Franck Keïta – Souleymane
- Henriette Kasaruhanda – Henriette
- Rachel Régulier – Khoumba